# Sun Sopanha
Sun Sopanha (Phnom Penh, 2 marzo 1985) è un calciatore cambogiano, di ruolo centrocampista.

## Carriera

### Club
Ha giocato nella prima divisione cambogiana.

### Nazionale
Con la nazionale cambogiana ha preso parte a 2 partite di qualificazione ai Mondiali 2014.

## Palmarès

### Club

#### Competizioni nazionali
- Cambodian League: 1

Phnom Penh Crown: 2010